# Isla del Gobernador
Isla del Gobernador (en portugués: Ilha do Governador) es una isla que se encuentra en el lado oeste de la bahía de Guanabara, en la ciudad de Río de Janeiro (Brasil). Abarca 14 distritos del municipio de Río de Janeiro. Es la región de la Zona Norte de Río de Janeiro más rica y que cuenta con uno de los mejores niveles de IDH en la ciudad.
En 33,53 kilómetros cuadrados, abarca 14 barrios de la ciudad de Río de Janeiro:
- Bancários
- Cacuia
- Cocotá
- Freguesia
- Galeão
- Jardim Carioca
- Jardim Guanabara
- Moneró
- Pitangueiras
- Portuguesa
- Praia da Bandeira
- Ribeira
- Tauá
- Zumbi

## Historia
Descubierto en 1502 por navegantes portugueses, los temiminós fueron sus primeros habitantes. La llamaban Isla Paranapuã, aunque también se conocía como Isla de Maracajás (especies de grandes felinos, muy abundantes en la región) pero por los tamoios, enemigos de los temiminó.
Tierra natal de Araribóia, fue abandonada por los temiminós como resultado de los ataques enemigos tamoios y los traficantes de madera francesa del palo brasil, que fueron finalmente expulsados en 1567 por los portugueses.
El nombre de la Isla del Gobernador surgió sólo a partir del 5 de septiembre de 1567, cuando el entonces gobernador general del Estado de Brasil (y el encargado de la Capitanía de Río de Janeiro) Mem de Sá donó a su sobrino, Salvador Correia de Sá (antiguo gobernador y capitán general de la Capitanía de Río de Janeiro entre 1568-1572), más de la mitad de su territorio. Correia de Sá, futuro gobernador de la capitanía, la convirtió en una granja donde plantó caña de azúcar, con un molino para producir azúcar que fue exportado a Europa en los siglos XVI, XVII y XVIII.